# میماروپا
میماروپا (به لاتین: Mimaropa) یک منطقهٔ مسکونی در فیلیپین است که در Luzon واقع شده‌است.